# Château de Lierville
Le château de Lierville est un château situé sur la commune de Verdes dans le département de Loir-et-Cher.

## Historique
Le monument fait l’objet d’une inscription au titre des monuments historiques depuis le 27 mai 1993.